# Whales & Nightingales
Whales & Nightingales va ser un àlbum de 1970 de Judy Collins. Arribà al nº17 en els rànquings de pop de Billboard.

## Pistes del disc
1. "A Song for David" (Joan Baez) – 3:30
2. "Sons Of" (Eric Blau, Jacques Brel, Gerard Jouannest, Mort Shuman) – 2:26
3. "The Patriot Game" (Dominic Behan) – 4:06
4. "Prothalamium" (Michael Sahl, Aaron Kramer) – 1:42
5. "Oh, Had I a Golden Thread" (Pete Seeger) – 3:57
6. "Gene's Song" (Tradicional) – 1:22
7. "Farewell to Tarwathie" (Tradicional) – 5:31
8. "Time Passes Slowly" (Bob Dylan) – 3:35
9. "Marieke" (Jacques Brel, Gerard Jouannest) – 3:18
10. "Nightingale I" (Judy Collins) – 2:11
11. "Nightingale II" (Judy Collins, Joshua Rifkin) – 5:19
12. "Simple Gifts" (Traditional) – 1:32
13. "Amazing Grace" (John Newton) – 4:03